# Julius Hofnar
Julius Hofnar is een eenpaginastrip, getekend door Cor Versteeg. De strip stond in 1965 en 1966 wekelijks op de achterzijde van het jeugdtijdschrift Taptoe.
De strip speelt in de middeleeuwen. De hoofdpersoon is een nar genaamd Julius. Julius beleeft allerlei korte merkwaardige avonturen, veelal samen met koning Constantijn bij wie hij in dienst is.